# زیمری

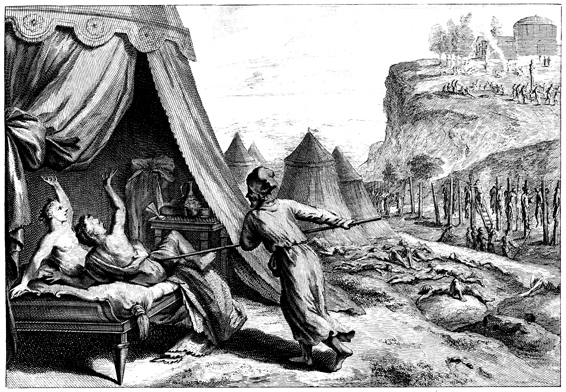
زیمری و کوزبی زمانی که فینحاس آنها را می‌کشد. (۱۷۰۰)

زیمری (انگلیسی: Zimri) پسر سلو شاهزاده یا رهبر خانواده ای از قبیله شمعون بنی‌اسرائیل در زمان، خروج بنی‌اسرائیل از مصر در بیابان در زمانی که به سرزمین موعود نزدیک می‌شدند، بود. سفر اعداد در کتاب مقدس عبری توضیح می‌دهد که چگونه در ابیلا یا شیتیم (ابیلا (پرایا))، او در بدعت فئور (اعداد ۳۱) شرکت کرد و با یک زن مادیایی، به نام کوزبی، رابطه برقرار کرد. برای این گناه، فینحاس، نوه هارون، هر دوی آنها را با زدن بر نیزه در حین رابطه جنسی، کشت (اعداد ۲۵:۶–۱۵).
این واقعه سپس توسط بنی‌اسرائیل بهانه‌ای برای جنگ با مدین در اعداد ۳۱ شد.